# Gisbertus Voetius
Gisbertus Voetius (født 3. marts 1589, død 1. november 1676) var en nederlandsk reformert teolog.
Han blev født i Heusden. og blev præst i sin fødeby i 1617 og kæmpede her ivrig mod remonstranterne. Voetius deltog også i dordrechtersynoden og blev
1634 kaldet til professor i teologi og østerlandske videnskaber i Utrecht. I denne stilling virkede han til sin død. 
Han var en from og uhyre lærd mand, ortodoks og skolastisk, påvirket af Aristoteles, men også af mystikken, og nidkær for den strengeste sædelighed. Den calvinistiske teologi har i ham sin skolastiker.
Han kæmpede ivrigt mod Johannes Coccejus, Descartes og Jean de Labadie.